# Kurt Wachsmuth
Kurt Wachsmuth, född 27 april 1837 i Naumburg an der Saale, död 8 juni 1905 i Leipzig, var en tysk filolog och arkeolog. Han var far till Richard Wachsmuth.
Wachsmuth var professor vid universiteten i Marburg, Göttingen, Heidelberg och Leipzig. Han utgav åtskilliga arbeten i klassisk filologi och fornkunskap, bland annat Die Stadt Athen im Alterthum (I, II, 1, 1874–1890).